# ТЕС Мохаммедія
ТЕС Мохаммедія — теплова електростанція на атлантичному узбережжі Марокко, за кілька кілометрів від найбільшого міста країни Касабланки.
На початку 1980-х національна енергетична компанія Марокко Office National de l'Electricite (ONE) спорудила класичну конденсаційну електростанцію в промзоні на північ від Касабланки. В 1981 та 1982 роках ввели два перші енергоблоки, розраховані на використання нафтопродуктів (можливо відзначити, що майданчик станції знаходиться біч-о-біч з нафтопереробним заводом). Їх обладнали паровими турбінами італійської компанії Ansaldo потужністю по 150 МВт. Таке ж обладнання встановили і на двох наступних блоках, завершених у 1984-му та 1985-му, проте вони вже були розраховані на споживання бітумінозного вугілля.
За кілька років, на початку 1990-х, станцію підсилили трьома газовими турбінами виробництва John Browne Engineering M6001B (розробка компанії General Electric) з одиничною потужністю 33 МВт.
А у 2009 році ввели в експлуатацію ще одну газотурбінну чергу (Мохаммедія II) значно більшої потужності – вона складалась із трьох турбін General Electric типу 9E з одиничною потужністю 100 МВт.
Для охолодження станція використовує морську воду.